# Dave Murray
David Michael Murray (Edmonton, Londres, 23 de diciembre de 1956) es un músico y compositor conocido por formar parte de la banda británica de heavy metal Iron Maiden, siendo él y Steve Harris los únicos miembros de la agrupación que han aparecido en toda la discografía de la misma.

## Carrera
Como ya se mencionó antes, Dave es considerado el segundo miembro original de Iron Maiden, ya que junto al fundador, principal compositor y por lo tanto líder de la banda, Steve Harris, es el único que ha aparecido en todos los discos de Iron Maiden, y también es el único desde su debut en 1980. Sin embargo, Murray entró en 1976, siendo ese mismo año expulsado de la banda por el entonces vocalista Dennis Wilcock, volviendo definitivamente meses después.

### Primeros años
David Michael Murray nació el 23 de diciembre de 1956 en Edmunton, Inglaterra. La madre de Dave solía trabajar en un museo de balones de fútbol, debido a que su padre fue jubilado muy joven a consecuencia de una enfermedad. El dinero para el sustento de la casa entraba irregularmente. La frustración y pobreza llevaban a sus padres a peleas continuas, lo que ocasionaba que su madre lo llevara junto con sus hermanas al refugio del ejército más próximo, donde solían pasar semanas protegidos de los ocasionales ataques de furia de su padre.
Durante su adolescencia, Dave se interesó por la música, por lo que elaboró una guitarra eléctrica de cartulina para hacer mímica con los discos de los Beatles, además de que también se arriesgaba a juguetear con el piano de un bar que se ubicaba en la parte de abajo de un edificio en el que vivieron por algún tiempo. En 1970 su familia, después de pelearse, finalmente arregló una vivienda más cómoda en el condado de Clapton, y así fue como el futuro compañero de Steve Harris, al igual que muchos otros adolescentes de su época, optó por rapar su cabello.
El momento que cambió completamente la vida de Dave y que lo llevó a tener una carrera que parecía imposible en su época y de los que seguían el estilo de cabeza rapada, ocurrió a los 15 años, cuando escuchó por primera vez el tema “Voodoo Child” (parte 2) de Jimi Hendrix en la radio. El amor de Dave por el rock comprendió todo que se refería a la llamada “cultura”, por eso se dejó crecer el cabello en exceso, lo que le ocasionó problemas con sus amigos de cabeza rapada.
Adoptó ropa “hippie” y empezó a leer el periódico “Melody Maker” que hablaba del rock de la época, con lo que también empezó a frecuentar espectáculos y a salir con un nuevo grupo de amigos, siendo el más allegado, Adrian Smith. En cuanto a su sonido empleaba un humbucker super distortion fabricado por Dimarzio, que fue sustituido por un humbucker compacto hot rails de la firma Seymour Duncan. Ambas en posición puente.

### Iron Maiden

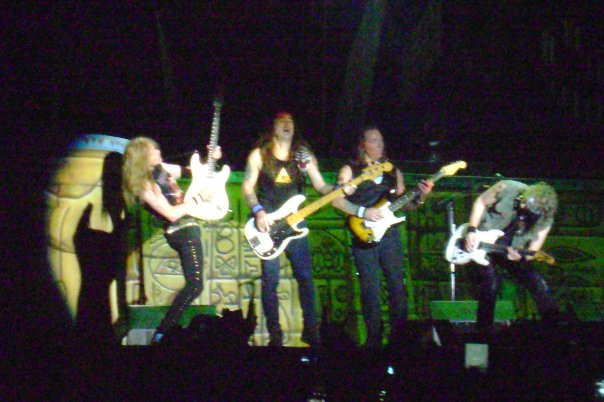
Janick Gers, Steve Harris, Dave Murray y Adrian Smith durante una presentación en 2009 con Iron Maiden

Junto a Steve Harris, Dave ha sido el único miembro inamovible de Iron Maiden desde su fundación. Ha participado en todos los discos y ha sido pieza clave para definir el sonido característico de la agrupación, pese a que no ha participado mucho en las composiciones de la banda. Entre las canciones que ha compuesto están "Charlotte the Harlot", del álbum debut de la banda, "Still Life" del disco Piece of Mind, "Deja Vu" del disco Somewhere in Time, "Chains Of Misery" y "Judas Be My Guide" del disco Fear of the Dark. "Brave New World", "The Nomad", y "The Thin Line Beetween Love and Hate" del disco Brave New World, "Rainmaker" y "Age of Innocence" del disco Dance of Death, "The Reincarnation Of Benjamin Breeg" del disco A Matter of Life and Death, "The Man Who Would Be King" del disco The Final Frontier y "The Man Of Sorrows" del disco The Book of Souls. Junto a Adrian Smith, formó uno de los mejores y más famosos tándems en guitarras de la historia del heavy metal.

### Otros proyectos
Formó parte de la banda Psycho Motel, liderada por Adrian Smith, tocando la guitarra como invitado en la canción "With You Again" del álbum Welcome to the World. También participó tocando la guitarra en la canción "Stars" en el proyecyto Hear n' Aid junto a miembros de bandas como Dio, Judas Priest, Quiet Riot, Queensrÿche, entre otras.

### Guitarras
Murray uso durante los años 1978 all 1990 una Fender Stratocaster de 1957 usada por Paul Kossoff antes de su muerte, en ese entonces pagó £1,400 en 1976 lo que hoy equivale a £16,206 aproximadamente en el año 2024. En 2015, Fender anunció un segundo modelo Artist Signature, basado en su California Series Stratocaster. Conserva todas las especificaciones de su guitarra original, tiene un diapasón de radio compuesto y está fabricado íntegramente en su planta de Ensenada, México.
Además de las guitarras Fender, Murray ha tocado ocasionalmente con varios modelos eléctricos Dean, Gibson, Ibanez, ESP y Jackson. Durante la gira mundial Dance of Death 2003-4, Murray usó una guitarra acústica Gibson Hummingbird para las presentaciones en vivo de la canción "Journeyman".

### Estilo
A Dave Murray se le conoce por su técnica de legato influenciada por Jimi Hendrix en su adolescencia, algunos ejemplos de ello son sus solos en "The Number of the beast", "The Trooper", "Run to the Hills", Fear of the Dark, etc. La fluidez y rapidez a la hora de interpretar sus solos son sus principales características.
Generalmente ha renunciando a la escritura de letras, concentrándose en cambio en los elementos musicales de la composición de canciones, un ejemplo de ello es el álbum Powerslave y Senjutsu.

### Vida personal
En su tiempo libre, Murray, junto con su compañero de banda Nicko McBrain, es un ávido jugador de golf como se puede apreciar en el DVD Iron Maiden: Flight 666, revelando en 2002 que intenta jugar "un par de rondas cada semana" y que su handicap "puede ser desde 15 hasta 24". Murray y su esposa Tamar tienen una hija llamada Tasha (nacida en 1991). Cuando no está de gira, Murray reside en la isla de Maui, Hawái.

## Discografía

### Con Iron Maiden
- Iron Maiden (1980)
- Killers (1981)
- The Number of the Beast (1982)
- Piece of Mind (1983)
- Powerslave (1984)
- Live After Death (1985)
- Somewhere in Time (1986)
- Seventh Son of a Seventh Son (1988)
- No Prayer for the Dying (1990)
- Fear of the Dark (1992)
- Live at Donington (1993)
- A Real Live/Dead One (1993)
- The X Factor (1995)
- Virtual XI (1998)
- Ed Hunter (1999)
- Brave New World (2000)
- Rock In Rio (2002)
- Dance of Death (2003)
- Death on the Road (2005)
- A Matter of Life and Death (2006)
- Somewhere Back in Time (2008)
- Flight 666 (2009)
- The Final Frontier (2010)
- From Fear to Eternity(2011)
- En Vivo! (2012)
- Maiden England (2013)
- The Book of Souls (2015)
- Senjutsu (2021)

### Con Psycho Motel
- Welcome to the World (1997) (primer solo de guitarra en la canción "With You Again")

### Con Urchin
- She's A Roller (sencillo) (1978)

### Con Hear 'n Aid
- Stars (sencillo) (1986)
- Hear n' Aid: The Sessions (1986)

### Con Nicko McBrain
- Rhythm of the Beast (sencillo) (1991) (Como guitarrista invitado)
- Rhythms of the Beast (2010)